# Signilskärsfjärden
Signilskärsfjärden är  en fjärd i Ålands hav mellan ön Signilskär i Hammarlands kommun och byn Storby i västra Eckerö kommun .
Den del av fjärden som hör till Hammarland ingår i Signilskär–Märkets naturreservat, undantaget Enskärs sjöbevakningsstation. En bidragande orsak till att naturreservatet inrättades år 2009 var enligt Ålands social- och miljöminister Katrin Sjögren att sjöbevakningen iakttagit fartyg i nord-sydlig riktning på Ålands hav som genade genom vattnet runt Signilskär. Eftersom det finns gott om grynnor i området fanns det risk för grundstötning och förödande oljeutsläpp.
Farleden mellan Eckerö och Grisslehamn går genom Signilskärdsfjärden i öst-västlig riktning och trafikeras dagligen av rederiet Eckerölinjen.